# KV56
KV56 (Kings' Valley 56) è la sigla che identifica una delle tombe della Valle dei Re in Egitto; sconosciuto il titolare.

## Storia e descrizione

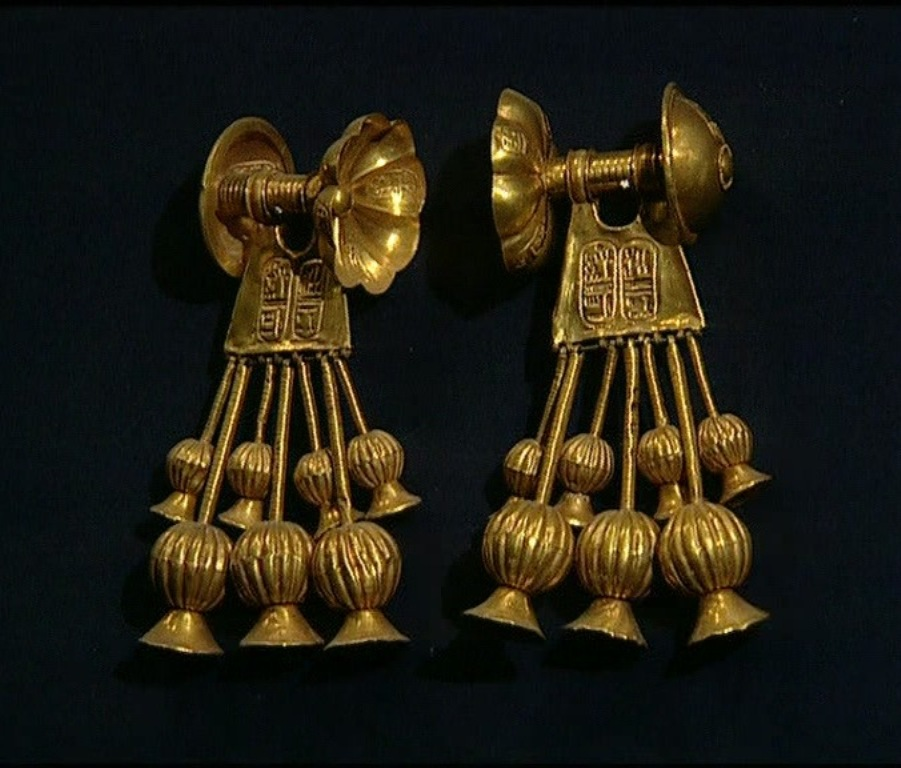
Coppia di orecchini d’oro rinvenuta in KV56

Scoperta nel 1908 da Edward Russell Ayrton, per conto di Theodore Davis, è costituita da un pozzo verticale che dà accesso ad una sola camera funeraria non terminata e non decorata che, se fosse stata ultimata, sarebbe stata la più grande della Valle dei Re (circa 5 m x 8 m). La struttura architettonica consente di assegnarla, come realizzazione, alla tarda XVIII dinastia.
Nel 1999-2000 la tomba è stata nuovamente oggetto di scavo e restauro a cura dell'Amarna Royal Tombs Project.
Al suo interno vennero rinvenuti reperti relativi ai re Seti II e Ramses II, nonché alla regina Tausert, Grande sposa reale del primo. Particolarmente cospicuo il numero di gioielli in oro, da cui il nome di "Tomba d’Oro" con cui KV56 è anche nota, tra cui bracciali, anelli, orecchini, una serie di lacci da collo, amuleti, un paio di guanti ed un sandalo in argento.  
I guanti in argento, verosimilmente predisposti per coprire le mani del defunto, contenevano otto anelli in oro. 
Non è certo che la KV56 sia stata usata effettivamente come tomba; considerando l’intestazione di molti oggetti al re Sethy II ed alla regina Tausert, Gaston Maspero ritenne si trattasse di un deposito in cui erano stati trasferite suppellettili provenienti dalla KV14, originariamente prevista per la regina Tausert, e quindi usurpata da Sethnakht. 
Cyril Aldred, al contrario, ritenne che KV56 fosse stata effettivamente la sepoltura di un figlio della coppia reale basando la sua teoria su resti di stucco, foglia d’oro e intarsi rinvenuti nella camera funeraria e probabilmente provenienti da un sarcofago. 
Entrambe le ipotesi non trovano ulteriore riscontro.